# هواگرد چندمنظوره

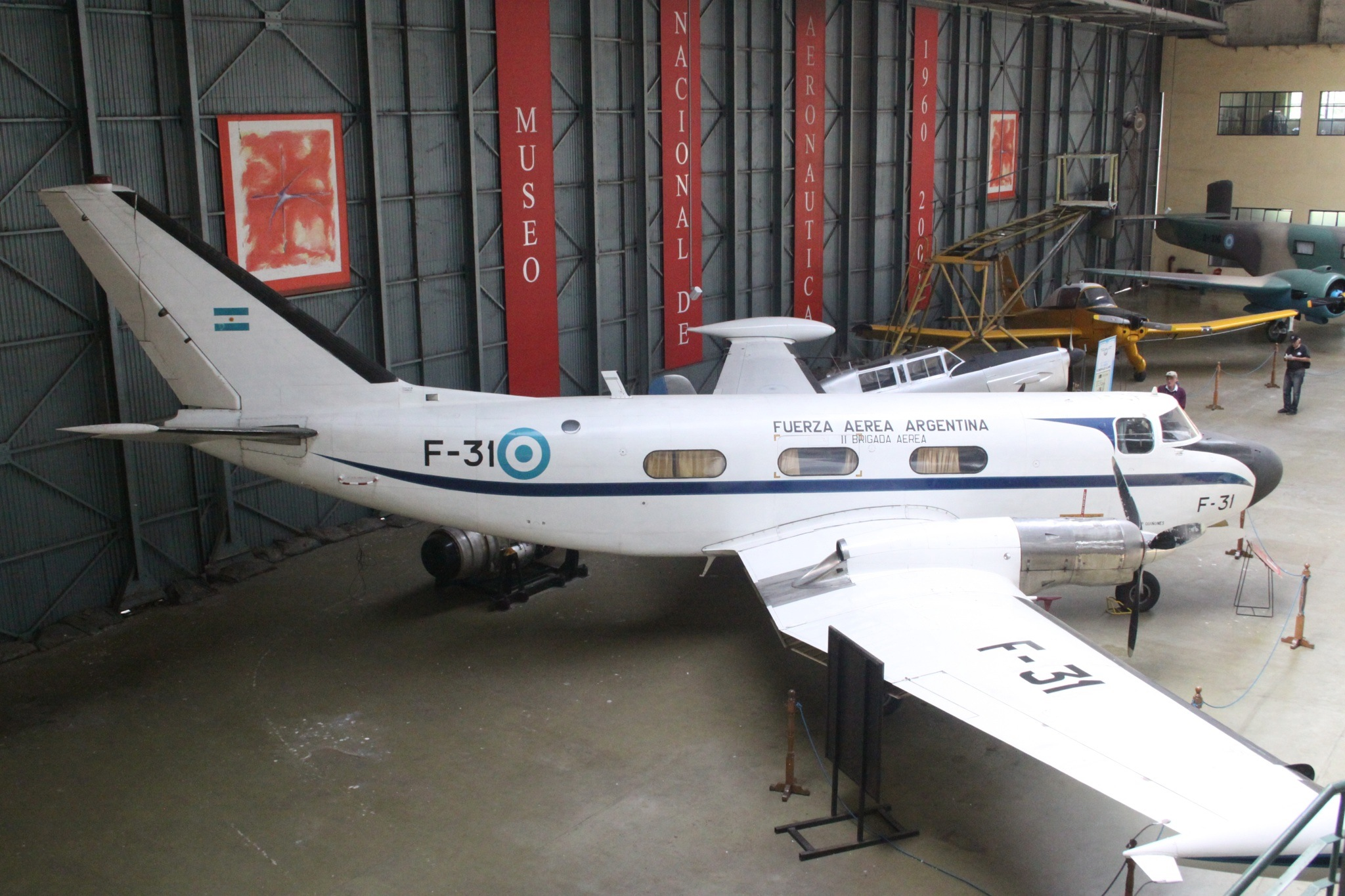
آی‌ای ۵۰ گوارانی ۲ یک هواپیمای چندمنظوره ساخت آرژانتین در موزه ملی هوانوردی آرژانتین

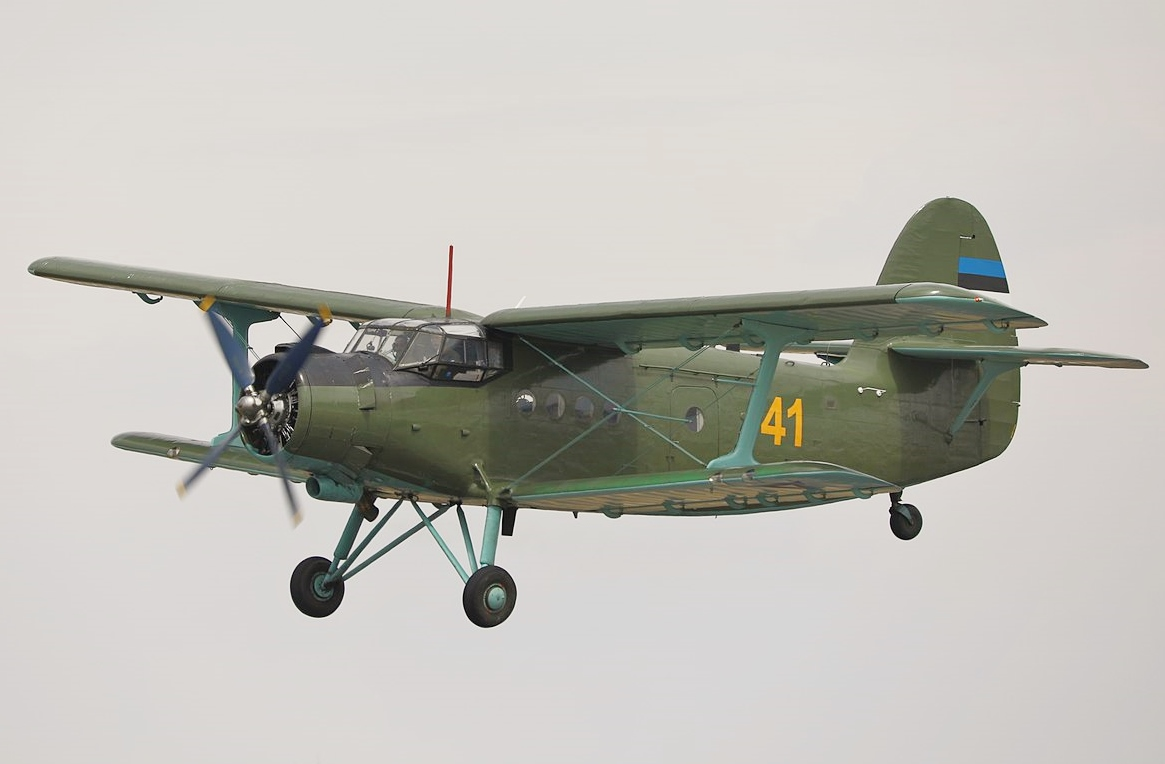
آنتونوف ای‌ان-۲ یک هواپیمای چندمنظوره پرکاربر

یک هواگرد چندمنظوره (به انگلیسی: Utility aircraft) یک هلیکوپتر یا هواپیمای سبک چندمنظوره است که معمولاً برای انتقال افراد کاربرد دارد، اما گاهی برای مقاصد دیگر به خصوص هنگامی که وسیله تخصصی‌تر موجود نیست به کار می‌رود.
در ایالات متحده، هواگردهای نظامی چندمنظوره، نام‌شان با U آغاز می‌شود.